# Женевские чековые конвенции
Женевские чековые конвенции — серия международных договоров, заключенных в Женеве в 1931 году, которые унифицируют использование и обращение чеков в международных операциях. Конвенции устанавливают общие правила для заполнения, предъявления, оплаты и обмена чеков, а также устанавливают ответственность за их неправильное использование. Эти конвенции имеют целью облегчить международную торговлю и финансовые операции, упростить процедуры обращения чеков и обеспечить их защиту от мошенничества.
Всего были приняты три конвенции:
- конвенция, устанавливающая единообразный чековый закон;
- конвенция о разрешении некоторых коллизий законов о чеках;
- конвенция о гербовом сборе в отношении чеков.

СССР, США и страны Британского содружества не присоединялись к ним. Российская Федерация также не является членом этих конвенций.